# De Markiezaten
De Markiezaten (gebied 43) is een nieuw woongebied in de zuidelijke stadsrand van Bergen op Zoom. Het ligt tussen de bestaande woonwijken Bergse Plaat, Fort/Zeekant en Nieuw-Borgvliet / Langeweg. Het gebied ten zuiden van de Markiezaatsweg is ingericht als natuur- en uitloopgebied, het Dal vd Molenbeek. De woningbouw in diverse deelgebieden in de Markiezaten is inmiddels flink gevorderd. Er zijn zowel koop- als huurwoningen beschikbaar.

## Deelgebieden
De nieuwbouwwijk krijgt vijf deelgebieden met elk een eigen karakter:
1. De Meander (in aanbouw)
2. De Brug (sportpark en brede school gereed)
3. De Klaverwei (gereed)
4. De Terpen (in planfase)
5. De Wal (gereed)

## Trivia
- In de Markiezaten zijn inmiddels circa 700 woningen bewoond/ in aanbouw.
- In 2010 is het nieuw sportpark Markiezaten met voetbalvelden in gebruik genomen. De tennisbanen zijn inmiddels ook al gereed.
- In 2011 is de brede voorziening Markiezaten in gebruik genomen. Een samenwerking tussen een basisschool, kinderdagopvang, peuterspeelzaal en bijzonder onderwijs.
- de ontwikkeling van de Markiezaten zal de komende jaren een jaarlijks bouwtempo kennen van 70-100 woningen, in kindvriendelijke woonbuurten. Het gebied zal naar verwachting rond 2025 voltooid zijn.
- De Markiezaten is goed bereikbaar via de Markiezaatsweg. Deze weg is als stadsentree is opnieuw ingericht inclusief een onderdoorgang bij de spoorlijn. Om de bereikbaarheid te bevorderen van zuid Bergen op Zoom zijn er plannen voor een nieuw treinstation ter hoogte van het spoorviaduct gelegen in De Markiezaten. Station Bergen op Zoom Zuid zit nog in de planfase.[bron?]
- het aangrenzende natuur- en recreatiegebied Dal vd Molenbeek, is al sinds 2009 ingericht en opengesteld. Via dit waterrijke en natuurlijke gebied, met grote grazers en vlonderpaden, kunnen de bewoners wandelen naar de bossen op de Brabantse Wal, het Markiezaatsmeer en naar de Kraaijenberg met het bezoekerscentrum van Brabants Landschap.